# Цзіншань
Цзіншань (кит. спр. 京山市, піньїнь: Jīngshān Shì) —  місто-повіт у центральнокитайській провінції Хубей, складова міста Цзінмень.

## Географія
Цзіншань розташовується у центрі провінції.

### Клімат
Місто знаходиться у зоні, котра характеризується вологим субтропічним кліматом. Найтепліший місяць — липень із середньою температурою 27.7 °C (81.9 °F). Найхолодніший місяць — січень, із середньою температурою 3.3 °С (37.9 °F).
| Клімат Цзіншаня         | Клімат Цзіншаня | Клімат Цзіншаня | Клімат Цзіншаня | Клімат Цзіншаня | Клімат Цзіншаня | Клімат Цзіншаня | Клімат Цзіншаня | Клімат Цзіншаня | Клімат Цзіншаня | Клімат Цзіншаня | Клімат Цзіншаня | Клімат Цзіншаня | Клімат Цзіншаня |
| Показник                | Січ.            | Лют.            | Бер.            | Квіт.           | Трав.           | Черв.           | Лип.            | Серп.           | Вер.            | Жовт.           | Лист.           | Груд.           | Рік             |
| Середня температура, °C | 3,3             | 4,8             | 9,6             | 15,8            | 21              | 25              | 27,7            | 27,3            | 22,4            | 17,1            | 11              | 5,3             | 15,9            |
| Норма опадів, мм        | 27.2            | 40.9            | 69.6            | 107.7           | 136.3           | 154.7           | 176.6           | 123.8           | 89.1            | 75.4            | 49.7            | 22.4            | 1073.4          |
| Днів з опадами          | 9,8             | 10,5            | 13,2            | 14,7            | 13,6            | 12,1            | 12              | 11,2            | 12,1            | 12,3            | 11,4            | 9,8             | 142,7           |
| Вологість повітря, %    | 71.7            | 72.9            | 74.7            | 76.3            | 75              | 74.8            | 78              | 77.5            | 77.2            | 76.8            | 75.3            | 71.9            | 75.2            |
| ----------------------- | --------------- | --------------- | --------------- | --------------- | --------------- | --------------- | --------------- | --------------- | --------------- | --------------- | --------------- | --------------- | --------------- |
| Джерело: Weatherbase    |                 |                 |                 |                 |                 |                 |                 |                 |                 |                 |                 |                 |                 |